# アロー便
アロー便（アローびん）とは、日本通運が取り扱う、特別積合せ（混載便・貨物）サービスの名称。「アロー便」では商標登録されていないが、「特急アロー便」が同社によって商標登録されている（第4830516号）。

## 沿革・全国ネットワークの確立まで
日本通運は「通運」の社名の通り、鉄道貨物輸送の取扱駅における集荷・配送業務を行う、通運業を主な目的として設立された企業である。旧国鉄において、鉄道貨物輸送ではチッキと呼ばれる、鉄道を利用した小口混載貨物輸送の定期便も取扱われており、これらの集荷・配送も日本通運の主要な業務であった。
昭和30年代から昭和40年代にかけ、全国的な道路網の整備、高速道路の拡充に伴い、東京のヤマト運輸、岐阜の西濃運輸、京都の佐川急便、広島の福山通運、富山のトナミ運輸など、各地のトラック輸送業者がこれら全国的な道路網を利用し、小口混載貨物の全国輸送ネットワークを形成するようになると、操車場中継方式を採用しているためリードタイムがトラック輸送に劣り、集配と長距離輸送が別業者に分離している旧国鉄の小口貨物混載輸送は、自社で一貫したサービスを提供する各地の新興小口貨物トラック輸送業者との競争に敗れ、取扱いを減少させていった。
この時期、日本通運は業務における旧国鉄との密接な関係から、小口鉄道貨物とライバル関係にあった小口貨物トラック輸送への設備投資を控えていたため、この分野では同業他社に大きく後れを取ることとなる。しかし、1972年（昭和47年）、旧国鉄が鉄道による小口貨物混載輸送の定期便を廃止したことから、これを利用していた荷主の輸送の受け皿として、本格的にトラックによる特別積合せ輸送に参入することとなる。この時点での業界シェアは9位、売上高76億円であった。
1976年（昭和51年）、特別積合せ事業に注力するため、日本通運に「自動車事業部」が設けられると同時に「特急アロー便」がスタート。小口貨物輸送の商品化が開始される。
1982年（昭和57年）には、自動車事業部を発展的に解消し、トラック輸送を全国の店所で横断的に取扱う体制となり、「通運」からトラック輸送へとシフトチェンジが明確化された。この結果、業界シェアは5位まで上昇した。
1988年（昭和63年）には、経営計画において「路線事業の拡充」が明記され、質量ともに大規模な投資が実施された。質の面では、自社のトラックターミナルを新規に大幅増設する事で、集配エリアの細分化とターミナル間輸送での拠点間直行便の増便を実現し、これまで連絡運輸などの貨物中継によって発生していた、リードタイムの伸びを改善したこと。量の面では、トラックターミナルの建設計画を本社直轄の下におき、地方支店の営業成績に捉われず、大胆に設備投資を行ったことがあげられる。具体的には、昭和63年の単年度だけで、関東地区において11ヶ所のトラックターミナル建設を決定したことが代表例である。このような、質量ともに大規模な設備投資が行われた1988年を日本通運では「路線トラック元年」と位置付けている。
昭和後期から平成初期に展開された急激な全国ネットワーク整備の結果、日本通運の特別積合せ輸送売上高は、1984年（昭和59年）の745億円から1995年（平成7年）には2225億円へと、約10年で3倍の成長を遂げることとなった。

## サービス概要
元々は、JPエクスプレスへ移管した「ペリカン便」では扱えない大型サイズの貨物や30万円を超える商品の輸送を扱うサービス。
※但し、JPEX移行後のペリカン便では、80サイズに収まるものであれば、申告により50万円までの補償がある「セキュリティサービス」というカテゴリが存在する。
なお、現在アロー便は企業間輸送というサービスであり、企業から企業、または企業から個人の取り扱いであり、個人から個人への輸送は基本的にできない。
JPEXが日本郵便に移管後、日通のアローセンター（2009年3月以前は、ペリカン･アロー支店）の担当部門となった。その後、拠点により改組されたり、拠点名変更が行われたりするなどしており、「アローセンター」ではない名称になったところも存在する。
集配・路線業務の一部において、関連会社の日通トランスポートや備後通運等に委託している地域がある。
また、最近では名鉄運輸との協業によって小口貨物の配送を委託しているエリアが増えている。

### 取り扱い可能なサイズ
サイズは縦×横×高さ≦500cmで、かつ幅の長いほうが220cm以下・高さが200cm以下であり、加えて、重量が1口2t以内かつ1個につき1t以内であることが条件となっている。
なお、籠台車を利用したアローBOXというサービスも行っており、発・着のいずれかが沖縄県または島嶼でなければ全国で利用可能。

### 料金体系
運賃計算重量と、発送元から発送先までの距離程(一部地方、離島に関しては離島料や連絡中継料等が別途諸料金として掛かる)に応じて運賃を決定する。運賃計算重量は、実重量と容積換算重量のいずれか大きい方を適用する(容積換算重量＝縦(m)×横(m)×高さ(m)×280kg)。
但し、発送店と配達店のそれぞれによって料金体系が異なるとして運賃表は基本的に公表されてはおらず、細かい運賃は出荷の際に担当の発送店に問い合わせが必要となる。
いずれの輸送方法の場合であっても、輸送物品に応じた保険料が別途加算される。

### 時間指定
「午前」・「午後」の2つからしか指定できない。なお、指定できない場合がある。
アローBOXの場合は、「午前（9:00 - 12:00）」・「午後（12:00 - 18:00）」のみの指定だが、Lサイズを利用した場合に限り、「午前」・「12:00 - 14:00」・「14:00 - 16:00」・「16:00 - 18:00」の4区分から指定できる。

### アローインターナショナル
日通の国際海上輸送である「アローインターナショナル」では、小口の輸出入海上貨物の集荷・配送業務を、アロー便の集配ネットワークを用いて行っている。
例えば、小口国際海上貨物における輸出の場合は、集荷後、アロー便のネットワークを利用して東京港、横浜港、大阪港、神戸港、博多港、門司港などの港湾のコンテナターミナルへ搬入。通関後、海上コンテナへ混載貨物として仕立てられ、世界各国へ輸出される。また、アローインターナショナルでは、アローBOX(籠台車)単位での輸出入も可能である。
特別積合せ貨物運送と国際海上輸送を組み合わせた一貫輸送サービスは珍しく、リードタイムは航空貨物に劣るものの、比較的低コストで輸出入を行うことが出来る。

### WEBアロー
アロー便を利用する法人荷主を対象とした、物流情報サービス。

送り状発行ソフト,出荷貨物の運賃検索,まとめ出荷機能(同一の送り先に複数の貨物をまとめて出荷した場合、大口出荷割引きが適用されるサービス),送り状番号入力不要の輸送状況検索,ネットによる集荷依頼機能が利用できる。

## 担当店所と担当エリア
| 都道府県 | 店所名                         | 担当エリア | 所在地     | 協力会社                                                    |
| -------- | ------------------------------ | --- | ---------- | ----------------------------------------------------------- |
| 北海道   | 札幌自動車事業所               | 札幌市、江別市、北広島市、石狩市、当別町、新篠津村、南幌町、奈井江町 | 白石区     |                                                             |
| 北海道   | 函館支店自動車営業課           | 函館市、北斗市、松前町、福島町、知内町、木古内町、七飯町、鹿部町、森町、八雲町、長万部町、江差町、上ノ国町、厚沢部町、乙部町、奥尻町、今金町、せたな町 | 北斗市     |                                                             |
| 北海道   | 小樽支店物流センター           | 小樽市、寿都町、共和町、岩内町、積丹町、古平町、仁木町、余市町、泊村、島牧村、神恵内村、赤井川村 | 小樽市     |                                                             |
| 北海道   | 旭川支店物流センター           | 旭川市、留萌市、深川市、鷹栖町、妹背牛町、秩父別町、北竜町、沼田町、当麻町、比布町、愛別町、上川町、東川町、幌加内町、小平町、苫前町、羽幌町、初山別村、増毛町 | 鷹巣町     |                                                             |
| 北海道   | 室蘭支店物流センター           | 室蘭市、登別市、伊達市、豊浦町、壮瞥町、白老町、洞爺湖町 | 室蘭市     |                                                             |
| 北海道   | 釧路支店                       | 釧路市、根室市、釧路町、厚岸町、浜中町、標茶町、弟子屈町、別海町、中標津町、標津町、羅臼町、鶴居村、白糠町 | 釧路市     |                                                             |
| 北海道   | 帯広支店自動車共配センター     | 帯広市、音更町、士幌町、上士幌町、鹿追町、新得町、清水町、芽室町、中札内村、更別村、大樹町、広尾町、幕別町、池田町、豊頃町、浦幌町 | 帯広市     |                                                             |
| 北海道   | 北見支店                       | 北見市、網走市、訓子府町、置戸町、佐呂間町 | 北見市     |                                                             |
| 北海道   | 網走支店                       | 網走市、斜里町、清里町、小清水町、大空町 | 網走市     |                                                             |
| 北海道   | 岩見沢支店                     | 岩見沢市、夕張市、美唄市、三笠市、由仁町、長沼町、栗山町、月形町 | 岩見沢市   |                                                             |
| 北海道   | 苫小牧支店物流センター         | 苫小牧市、厚真町、安平町、むかわ町、日高町、平取町 | 苫小牧市   |                                                             |
| 北海道   | 稚内支店                       | 稚内市、中川町、遠別町、天塩町、猿払村、浜頓別町、中頓別町、枝幸町、豊富町、利尻町、礼文町、利尻富士町、幌延町 | 稚内市     |                                                             |
| 北海道   | 滝川支店                       | 滝川市、芦別市、赤平市、砂川市、歌志内市、奈井江町、上砂川町、浦臼町、新十津川町、雨竜町 | 滝川市     |                                                             |
| 北海道   | 紋別支店                       | 紋別市、遠軽町、湧別町、滝上町、興部町、西興部村、雄武町 | 紋別市     |                                                             |
| 北海道   | 名寄支店                       | 名寄市、士別市、和寒町、剣淵町、下川町、美深町、音威子府村 | 名寄市     |                                                             |
| 北海道   | 千歳支店                       | 千歳市、恵庭市 | 千歳市     |                                                             |
| 北海道   | 富良野支店                     | 富良野市、美瑛町、上富良野町、中富良野町、南富良野町、占冠村 | 富良野市   |                                                             |
| 北海道   | 羊蹄支店                       | 京極町、黒松内町、蘭越町、ニセコ町、倶知安町、喜茂別村、真狩村、留寿都村 | 京極町     |                                                             |
| 北海道   | 美幌支店                       | 美幌町、津別町、大空町 | 美幌町     |                                                             |
| 北海道   | 様似営業所                     | 様似町、新冠町、浦河町、えりも町、新ひだか町 | 様似町     |                                                             |
| 北海道   | 本別営業所                     | 本別町、池田町、足寄町、陸別町、浦幌町 | 本別町     |                                                             |
| 青森県   | 青森アローセンター             | 青森市、平内町、今別町、外ヶ浜町、蓬田村 | 青森市     |                                                             |
| 青森県   | 弘前アローセンター             | 弘前市、黒石市、五所川原市、つがる市、平川市、鰺ヶ沢町、深浦町、藤崎町、大鰐町、西目屋村、板柳町、鶴田町、中泊町、田舎館村 | 弘前市     |                                                             |
| 青森県   | 八戸支店                       | 八戸市、十和田市、三沢市、野辺地町、七戸町、六戸町、横浜町、東北町、おいらせ町、五戸町、階上町、六ヶ所村、新郷村 | 八戸市     |                                                             |
| 青森県   | むつ営業所                     | むつ市、大間町、東通村、風間浦村、佐井村 | むつ市     |                                                             |
| 岩手県   | 二戸営業所                     | 二戸市、久慈市、葛巻町、軽米町、一戸町、洋野町、普代村、野田村、九戸村、青森県三戸町、青森県田子町 | 二戸市     |                                                             |
| 岩手県   | 盛岡支店アロー課               | 盛岡市、花巻市、八幡平市、滝沢市、矢巾町、雫石町、岩手町、紫波町、 | 矢巾町     |                                                             |
| 岩手県   | 宮古営業所                     | 宮古市、 山田町、岩泉町、田野畑村 | 宮古市     | 名鉄運輸→東北西濃宮古営業所                                 |
| 岩手県   | 一関営業所                     | 一関市、北上市、奥州市、西和賀町、金ケ崎町、平泉町 | 一関市     |                                                             |
| 岩手県   | 釜石支店                       | 釜石市、遠野市、大槌町 | 釜石市     |                                                             |
| 秋田県   | 秋田アローセンター             | 秋田市、男鹿市、潟上市、大仙市、五城目町、八郎潟町、井川町、大潟村 | 秋田市     |                                                             |
| 秋田県   | 能代支店                       | 能代市、藤里町、三種町、八峰町 | 能代市     |                                                             |
| 秋田県   | 横手支店                       | 横手市、湯沢市、大仙市、仙北市、美郷町、羽後町、東成瀬村 | 横手市     | 新潟運輸へ連絡運輸                                          |
| 秋田県   | 大館支店                       | 大館市、鹿角市、北秋田市、仙北市、小坂町、上小阿仁村 | 大館市     |                                                             |
| 秋田県   | 羽後本荘支店                   | 由利本荘市、にかほ市 | 由利本荘市 |                                                             |
| 宮城県   | 気仙沼アローセンター           | 気仙沼市、南三陸町、岩手県大船渡市、岩手県陸前高田市、岩手県藤沢町、岩手県住田町 | 気仙沼市   |                                                             |
| 宮城県   | 仙台アローセンター             | 仙台市、塩竈市、名取市、多賀城市、岩沼市、川崎町、松島町、七ヶ浜町、利府町、大和町、大郷町、富谷町、大衡村 | 宮城野区   |                                                             |
| 宮城県   | 仙北アローセンター             | 石巻市、登米市、東松島市 | 石巻市     |                                                             |
| 宮城県   | 仙南アローセンター             | 白石市、角田市、蔵王町、七ヶ宿町、大河原町、村田町、柴田町、丸森町、亘理町、山元町 | 岩沼市     |                                                             |
| 宮城県   | 古川アローセンター             | 大崎市、登米市、栗原市、色麻町、涌谷町、美里町 | 大崎市     |                                                             |
| 山形県   | 山形物流事業所                 | 山形市、新庄市、寒河江市、上山市、村山市、天童市、東根市、尾花沢市、山辺町、中山町、河北町、西川町、朝日町、大江町、大石田町、金山町、最上町、舟形町、真室川町、大蔵村、鮎川村、戸沢村 | 山形市     |                                                             |
| 山形県   | 米沢物流センター               | 米沢市、長井市、南陽市、高畠町、川西町、小国町、白鷹町、飯豊町 | 米沢       |                                                             |
| 山形県   | 酒田営業所                     | 酒田市、鶴岡市、三川町、遊佐町 | 酒田市     |                                                             |
| 福島県   | 福島支店                       | 福島市、伊達市、桑折町、国見町、川俣町 | 福島市     |                                                             |
| 福島県   | 会津若松事業所                 | 会津若松市、喜多方市、下郷町、只見町、南会津町、西会津町、磐梯町、会津坂下町、柳津町、三島町、金山町、会津美里町、昭和村、檜枝岐村、北塩原村、湯川村 | 会津若松市 |                                                             |
| 福島県   | 郡山流通事業所                 | 郡山市、須賀川市、二本松市、田村市、本宮市、鏡石町、猪苗代町、石川町、古殿町、三春町、大玉村、小野町、天栄村、北塩原村、玉川村、平田村 | 郡山市     |                                                             |
| 福島県   | いわき営業所                   | いわき市、広野町、楢葉町 | いわき市   | 磐城通運                                                    |
| 福島県   | 白河ロジスティクス事業所       | 白河市、矢吹町、棚倉町、矢祭町、塙町、浅川町、西郷村、泉崎村、中島村、鮫川村 | 白河市     |                                                             |
| 福島県   | 原町支店                       | 南相馬市、相馬市、富岡町、大熊町、双葉町、浪江町、新地町、葛尾村、川内村、飯舘村 | 南相馬市   |                                                             |
| 群馬県   | 群馬アローセンター             | 前橋市、高崎市、桐生市、伊勢崎市、藤岡市、富岡市、安中市、みどり市、神流町、下仁田町、甘楽町、玉村町、上野村、南牧村 | 前橋市     | 日通トランスポート （群馬支店）                             |
| 群馬県   | 太田支店                       | 太田市、千代田町、大泉町、邑楽町 | 太田市     | 日通トランスポート （佐野支店）                             |
| 群馬県   | 渋川営業所                     | 渋川市、沼田市、吉岡町、中之条町、長野原町、草津町、東吾妻町、みなかみ町、榛東村、嬬恋村、高山村、片品村、川場村、昭和村 | 渋川市     | 吾妻通運                                                    |
| 栃木県   | 佐野支店                       | 佐野市、足利市、栃木市、小山市、下野市、壬生町、野木町、群馬県館林市、群馬県板倉町、群馬県明和町 | 佐野市     | 日通トランスポート （佐野支店）                             |
| 栃木県   | 宇都宮アローセンター           | 宇都宮市、鹿沼市、日光市、真岡市、大田原市、矢板市、那須塩原市、さくら市、那須烏山市、上三川町、益子町、茂木町、市貝町、芳賀町、塩谷町、高根沢町、那須町、那珂川町 | 鹿沼市     | 日通トランスポート （宇都宮営業所）                         |
| 茨城県   | 水戸アローセンター             | 水戸市、笠間市、鉾田市、小美玉市、茨城町、大洗町、城里町 | 水戸市     |                                                             |
| 茨城県   | 日立営業所                     | 日立市、高萩市、北茨城市 | 日立市     | 日立地区通運 日立営業所                                     |
| 茨城県   | つくばアローセンター           | つくば市、土浦市、古河市、石岡市、結城市、龍ケ崎市、下妻市、常総市、取手市、牛久市、守谷市、筑西市、坂東市、稲敷市、かすみがうら市、桜川市、つくばみらい市、阿見町、河内町、八千代町、五霞町、境町、利根町、美浦村、千葉県野田市 | つくば市   | 湖南通運 関東西部運輸                                       |
| 茨城県   | ひたちなか営業所               | 那珂市、ひたちなか市、常陸太田市、常陸大宮市、大子町、東海村 | 那珂市     | 日立地区通運 ひたちなか営業所                               |
| 茨城県   | 鹿島港支店                     | 鹿嶋市、神栖市、潮来市、行方市 | 神栖市     |                                                             |
| 千葉県   | 千葉アロー事業所               | 千葉市、市川市、船橋市、習志野市、八千代市、鎌ケ谷市、浦安市 | 習志野市   | 日通トランスポート （千葉営業所）                           |
| 千葉県   | 千葉南支店                     | 市原市 | 市原市     |                                                             |
| 千葉県   | 銚子営業所                     | 銚子市 | 銚子市     | 銚子通運                                                    |
| 千葉県   | 館山営業所                     | 館山市、南房総市、鋸南町 | 館山市     | 房州物流                                                    |
| 千葉県   | 鴨川支店                       | 鴨川市、勝浦市、いすみ市、大多喜町、御宿町 | 鴨川市     | 房州物流                                                    |
| 千葉県   | 木更津支店                     | 木更津市、君津市、袖ケ浦市、いすみ市 | 木更津市   | 両総通運                                                    |
| 千葉県   | 君津支店                       | 君津市、富津市 | 君津市     | 両総通運                                                    |
| 千葉県   | 船橋支店                       | 松戸市、柏市、流山市、我孫子市 | 船橋市     | 日通トランスポート （柏支店）                               |
| 千葉県   | 茂原路線事業所                 | 茂原市、東金市、大網白里市、九十九里町、一宮町、睦沢町、白子町、長柄町、長南町、長生村 | 茂原市     | 南総通運                                                    |
| 千葉県   | 千葉東支店                     | 佐倉市、成田市、四街道市、八街市、印西市、白井市、富里市、山武市、酒々井町、栄町、芝山町、印旛村、本埜村 | 佐倉市     | 日通トランスポート （柏支店）                               |
| 千葉県   | 八日市場営業所                 | 旭市、匝瑳市、香取市、山武市、横芝光町、神崎町、多古町、東庄町 | 横芝光町   |                                                             |
| 東京都   | 東京中央ターミナル集配センター | 千代田区、中央区、江東区、江戸川区、新宿区、渋谷区、文京区、中野区、杉並区、台東区、墨田区、大島町、八丈町、新島村、利島村、三宅村、御蔵島村、青ヶ島村、小笠原村 | 江戸川区   | 日通トランスポート （東京中央支店）                         |
| 東京都   | 京浜ターミナル                 | 港区、品川区、目黒区、大田区、世田谷区、狛江市 | 港区       | 日通トランスポート （京浜支店）                             |
| 東京都   | 足立ターミナル                 | 足立区、葛飾区、豊島区、北区、荒川区、板橋区、練馬区、埼玉県川口市、埼玉県草加市、埼玉県蕨市、埼玉県戸田市、埼玉県鳩ヶ谷市、埼玉県八潮市 | 足立区     | 日通トランスポート （足立支店）                             |
| 東京都   | 多摩ターミナル 集配センター    | 八王子市、武蔵野市、三鷹市、青梅市、府中市、昭島市、調布市、町田市、小金井市、小平市、日野市、東村山市、国分寺市、国立市、福生市、東大和市、清瀬市、東久留米市、武蔵村山市、多摩市、稲城市、あきる野市、羽村市、西東京市、瑞穂町、日の出町、奥多摩町、檜原村、神奈川県相模原市 | 八王子市   | 日通トランスポート （多摩営業所）                           |
| 埼玉県   | 埼玉アロー課                   | さいたま市、春日部市、鴻巣市、上尾市、越谷市、桶川市、久喜市、北本市、三郷市、蓮田市、幸手市、吉川市、白岡市、伊奈町、宮代町、杉戸町、宮代町 | 岩槻区     | 日通トランスポート （埼玉支店、三郷支店）                   |
| 埼玉県   | 西埼玉事業所                   | 所沢市、川越市、秩父市、飯能市、東松山市、狭山市、入間市、朝霞市、志木市、和光市、新座市、富士見市、坂戸市、鶴ヶ島市、日高市、ふじみ野市、三芳町、毛呂山町、越生町、滑川町、嵐山町、小川町、川島町、吉見町、鳩山町、ときがわ町、横瀬町、皆野町、長瀞町、小鹿野町、寄居町、東秩父村 | 新座市     | 日通トランスポート （日高支店、新座営業所）                 |
| 埼玉県   | 行田営業所                     | 行田市、熊谷市、加須市、羽生市 | 行田市     | 日通トランスポート （佐野支店）                             |
| 埼玉県   | 本庄営業所                     | 本庄市、美里町、神川町、上里町、深谷市、 | 本庄市     | 日通トランスポート （日高支店） →武蔵貨物熊谷営業所         |
| 神奈川県 | 横浜アローセンター             | 横浜市、川崎市、横須賀市、鎌倉市、逗子市、三浦市、葉山町 | 鶴見区     | 日通トランスポート （横浜中央支店） 浦島サービス            |
| 神奈川県 | 中井ターミナル                 | 平塚市、藤沢市、小田原市、茅ヶ崎市、秦野市、厚木市、大和市、伊勢原市、海老名市、座間市、南足柄市、綾瀬市、中井町、寒川町、大磯町、二宮町、大井町、松田町、山北町、開成町、箱根町、真鶴町、湯河原町、愛川町、清川村 | 中井町     | 日通トランスポート （湘南支店） 浦島サービス                |
| 山梨県   | 山梨ターミナル事業所           | 甲府市、韮崎市、南アルプス市、北杜市、甲斐市、笛吹市、甲州市、中央市、市川三郷町、早川町、身延町、南部町、富士川町、昭和町 | 昭和町     | 富岳通運                                                    |
| 山梨県   | 都留営業所                     | 都留市、富士吉田市、大月市、上野原市、西桂町、道志村、忍野村、山中湖村、鳴沢村、富士河口湖町、小菅村、丹波山村 | 都留市     | 富岳通運へ連絡運輸                                          |
| 静岡県   | 静岡アローセンター             | 静岡市、藤枝市、島田市、焼津市、御前崎市、菊川市、牧之原市、吉田町、川根本町 | 藤枝市     | 日通トランスポート （静岡営業所）                           |
| 静岡県   | 浜松アローセンター             | 浜松市、磐田市、掛川市、袋井市、湖西市、森町 | 浜松市     |                                                             |
| 静岡県   | 沼津アローセンター             | 沼津市、熱海市、三島市、伊東市、御殿場市、下田市、裾野市、伊豆市、伊豆の国市、東伊豆町、河津町、南伊豆町、松崎町、西伊豆町、函南町、清水町、長泉町、小山町 | 清水町     |                                                             |
| 静岡県   | 富士物流センター               | 富士宮市、富士市 | 富士市     |                                                             |
| 新潟県   | 新潟アローセンター             | 新潟市、五泉市、阿賀野市、阿賀町 | 新潟市     |                                                             |
| 新潟県   | 長岡ロジスティクスセンター     | 長岡市、出雲崎町 | 長岡市     |                                                             |
| 新潟県   | 三条アローセンター             | 三条市、長岡市、加茂市、見附市、燕市、田上町、弥彦村 | 三条市     |                                                             |
| 新潟県   | 柏崎営業所                     | 柏崎市、刈羽村 | 柏崎市     |                                                             |
| 新潟県   | 新発田支店                     | 新発田市、聖籠町 | 新発田市   |                                                             |
| 新潟県   | 魚沼支店                       | 魚沼市、南魚沼市、小千谷市、十日町市、川口町、湯沢町、津南町 | 魚沼市     |                                                             |
| 新潟県   | 中条営業所                     | 胎内市、村上市、関川村、粟島浦村 | 胎内市     |                                                             |
| 新潟県   | 糸魚川営業所                   | 糸魚川市、上越市 | 糸魚川市   |                                                             |
| 新潟県   | 高田支店                       | 上越市、妙高市 | 上越市     |                                                             |
| 新潟県   | 佐渡営業所                     | 佐渡市 | 佐渡市     |                                                             |
| 富山県   | 富山物流センター               | 富山市、高岡市、氷見市、砺波市、小矢部市、南砺市、射水市、上市町、立山町、舟橋村 | 富山市     | 日通トランスポート （富山支店）                             |
| 富山県   | 魚津支店                       | 魚津市、滑川市、黒部市、入善町、朝日町 | 魚津市     | 日通トランスポート （富山支店）                             |
| 石川県   | 高柳物流センター               | 金沢市、かほく市、白山市、野々市町、津幡町、内灘町、宝達志水町 | 金沢市     | 日通トランスポート （金沢支店）                             |
| 石川県   | 七尾営業課                     | 輪島市、珠洲市、羽咋市、志賀町、中能登町、穴水町、能都町 | 中能登町   |                                                             |
| 石川県   | 小松支店                       | 小松市、加賀市、能美市、川北町 | 小松市     | 日通トランスポート （加賀支店）                             |
| 福井県   | 福井支店                       | 福井県全域 | 福井市     | 日通トランスポート （福井支店、敦賀営業所、小浜営業所）     |
| 長野県   | 長野アローセンター             | 長野市、須坂市、中野市、飯山市、千曲市、小布施町、山ノ内町、信濃町、飯綱町、高山村、木島平村、野沢温泉村、小川村、栄村 | 須坂市     |                                                             |
| 長野県   | 松本アローセンター             | 松本市、安曇野市、大町市、上松町、南木曽町、木曽町、波田町、池田町、木祖村、王滝村、大桑村、麻績村、生坂村、山形村、朝日村、筑北村、松川村、白馬村、小谷村 | 安曇野市   |                                                             |
| 長野県   | 上田デポ                       | 上田市、小諸市、佐久市、東御市、小海町、佐久穂町、軽井沢町、御代田町、立科町、長和町、坂城町、川上村、南牧村、南相木村、青木村 | 上田市     |                                                             |
| 長野県   | 伊那アローセンター             | 伊那市、岡谷市、飯田市、諏訪市、駒ヶ根市、茅野市、箕輪町、下諏訪町、富士見町、辰野町、飯島町、松川町、高森町、阿南町、原村、南箕輪村、中川村、阿智村、宮田村、平谷村、根羽村、下條村、売木村、天龍村、泰阜村、喬木村、豊丘村、大鹿村 | 箕輪町     |                                                             |
| 愛知県   | 星崎ロジスティクス事業所       | 名古屋市（千種区、東区、西区、中村区、中区、昭和区、瑞穂区、中川区、港区、南区、緑区、名東区、天白区）、半田市、春日井市、津島市、碧南市、常滑市、東海市、大府市、知多市、高浜市、豊明市、日進市、愛西市、清須市、弥富市、あま市、長久手町、春日町、大治町、蟹江町、阿久比町、東浦町、南知多町、美浜町、武豊町                                                                                   | 南区       | 日通トランスポート （星崎支店）                             |
| 愛知県   | 名古屋北支店                   | 名古屋市（北区、守山区）、小牧市、一宮市、瀬戸市、犬山市、江南市、稲沢市、尾張旭市、岩倉市、北名古屋市、豊山町、大口町、扶桑町 | 小牧市     | 日通トランスポート （名古屋支店）                           |
| 愛知県   | 岡崎支店                       | 岡崎市、豊橋市、豊川市、刈谷市、豊田市、安城市、西尾市、蒲郡市、新城市、知立市、みよし市、東郷町、一色町、吉良町、幸田町、設楽町、東栄町、小坂井町、豊根村 | 岡崎市     |                                                             |
| 岐阜県   | アローセンター                 | 岐阜市、関市、美濃市、美濃加茂市、各務原市、可児市、山県市、郡上市、岐南町、笠松町、坂祝町、富加町、川辺町、七宗町、八百津町、御嵩町 | 岐南町     | エスラインギフへ連絡運輸                                    |
| 岐阜県   | 大垣アローセンター             | 大垣市、羽島市、瑞穂市、本巣市、海津市、養老町、垂井町、関ケ原町、神戸町、輪之内町、安八町、揖斐川町、大野町、池田町、北方町 | 大垣市     |                                                             |
| 岐阜県   | 飛騨物流センター               | 飛騨市、高山市、下呂市、白川町、東白川村、白川村 | 飛騨市     |                                                             |
| 岐阜県   | 多治見アローセンター           | 多治見市、瑞浪市、土岐市 | 多治見市   |                                                             |
| 岐阜県   | 中津川営業所                   | 中津川市、恵那市 | 中津川市   |                                                             |
| 三重県   | 津自動車事業所                 | 津市、松阪市、尾鷲市、熊野市、多気町、大台町、大紀町、紀北町、御浜町、紀宝町 | 津市       |                                                             |
| 三重県   | 四日市ロジスティクスセンター   | 四日市市、桑名市、鈴鹿市、亀山市、いなべ市、木曽岬町、東員町、菰野町、朝日町、川越町 | 四日市市   | 日通トランスポート （四日市営業所）                         |
| 三重県   | 伊勢支店                       | 伊勢市、志摩市、明和町、玉城町、度会町、南伊勢町 | 伊勢市     |                                                             |
| 三重県   | 鈴鹿ロジスティクスセンター     | 名張市、伊賀市 | 鈴鹿市     | 丸加運輸へ連絡運輸                                          |
| 滋賀県   | 滋賀アローセンター             | 大津市、野洲市、近江八幡市、草津市、守山市、栗東市、甲賀市、湖南市、高島市、東近江市、日野町、竜王町 | 野洲市     | 日通トランスポート （滋賀支店）                             |
| 滋賀県   | 彦根支店                       | 彦根市、長浜市、東近江市、米原市、多賀町、愛荘町、豊郷町、甲良町、虎姫町、湖北町、高月町、木之本町、余呉町、西浅井町 | 多賀町     |                                                             |
| 京都府   | 引越移転・小口貨物センター     | 京都市、長岡京市、宇治市、亀岡市、城陽市、向日市、八幡市、京田辺市、南丹市、木津川市、大山崎町、久御山町、井手町、宇治田原町、笠置町、和束町、精華町、京丹波町、南山城村 | 長岡京市   | 日通トランスポート （京都支店）                             |
| 京都府   | 福知山支店                     | 福知山市、綾部市、 | 福知山市   | 日通トランスポート （福知山営業所）                         |
| 京都府   | 舞鶴支店                       | 舞鶴市 | 舞鶴市     | 日通トランスポート （福知山営業所）                         |
| 京都府   | 丹後営業所                     | 宮津市、京丹後市、伊根町、与謝野町 | 宮津市     | 日通トランスポート （丹後支店）                             |
| 大阪府   | 東大阪アローセンター           | 大阪市（都島区、天王寺区、東成区、生野区、旭区、城東区、阿倍野区、東住吉区、鶴見区、平野区）、守口市、八尾市、松原市、大東市、柏原市、羽曳野市、門真市、藤井寺市、四條畷市 | 東大阪市   | 日通トランスポート （東大阪支店）                           |
| 大阪府   | 南港アローセンター             | 大阪市（福島区、此花区、西区、港区、大正区、浪速区、西淀川区、東淀川区、住吉区、西成区、淀川区、北区、中央区）、堺市、岸和田市、豊中市、池田市、吹田市、泉大津市、高槻市、貝塚市、枚方市、茨木市、泉佐野市、富田林市、寝屋川市、河内長野市、和泉市、箕面市、摂津市、高石市、泉南市、交野市、大阪狭山市、阪南市、島本町、豊能町、能勢町、忠岡町、熊取町、田尻町、岬町、太子町、河南町、千早赤阪村 | 住之江区   | 日通トランスポート （大阪南港支店、北大阪支店、南大阪支店） |
| 奈良県   | 奈良支店アロー課               | 奈良県全域 | 天理市     |                                                             |
| 和歌山県 | 和歌山アローセンター           | 和歌山市、海南市、橋本市、有田市、紀の川市、岩出市、紀美野町、かつらぎ町、九度山町、高野町、湯浅町、広川町、有田川町 | 和歌山市   |                                                             |
| 和歌山県 | 紀南営業センター               | 御坊市、田辺市、新宮市、美浜町、日高町、由良町、印南町、みなべ町、日高川町、白浜町、上富田町、すさみ町、那智勝浦町、太地町、古座川町、串本町、北山村 | 田辺市     |                                                             |
| 兵庫県   | 尼崎事業所                     | 尼崎市、芦屋市、西宮市 | 尼崎市     | 日通トランスポート （大阪南港支店）                         |
| 兵庫県   | 伊丹川西事業所                 | 川西市、伊丹市、宝塚市、三田市、猪名川町 | 川西市     | 日通トランスポート （北大阪支店）                           |
| 兵庫県   | 神戸ターミナル事業所           | 神戸市、明石市 | 神戸市     | 日通トランスポート （神戸支店）                             |
| 兵庫県   | 姫路中央事業所                 | 姫路市、相生市、赤穂市、加西市、宍粟市、たつの市、上郡町、佐用町、市川町、福崎町、神河町、太子町 | 姫路市     |                                                             |
| 兵庫県   | 加古川事業所                   | 加古川市、高砂市、稲美町、播磨町 | 加古川市   |                                                             |
| 兵庫県   | 豊岡支店                       | 豊岡市、朝来市、養父市、香美町 | 豊岡市     |                                                             |
| 兵庫県   | 西脇支店                       | 西脇市、三木市、小野市、加東市、多可町 | 西脇市     |                                                             |
| 兵庫県   | 丹波営業所                     | 丹波市、篠山市 | 丹波市     |                                                             |
| 兵庫県   | 香住営業所                     | 香美町、新温泉町 | 香美町     |                                                             |
| 兵庫県   | 坂口デポ                       | 洲本市、南あわじ市、淡路市 | 洲本市     | 坂口通運                                                    |
| 岡山県   | 岡山アローセンター             | 岡山県全域 | 岡山市     | 日通トランスポート （岡山支店、津山営業所）                 |
| 広島県   | 広島アローセンター             | 広島市、呉市、三次市、庄原市、大竹市、東広島市、廿日市市、安芸高田市、江田島市、北広島町、府中町、海田町、熊野町、坂町、安芸太田町、世羅町、神石高原町、山口県岩国市、山口県和木町 | 広島市     | 日通トランスポート （広島支店、大竹支店）                   |
| 広島県   | 備後通運尾道支店               | 尾道市、竹原市、三原市、大崎上島町 | 尾道市     |                                                             |
| 広島県   | 備後通運福山自動車支店         | 福山市、尾道市、府中市 | 福山市     |                                                             |
| 鳥取県   | 鳥取支店                       | 鳥取市、倉吉市、岩美町、若桜町、智頭町、八頭町、三朝町、湯梨浜町、琴浦町、北栄町 | 鳥取市     | 日通トランスポート （鳥取支店）                             |
| 鳥取県   | 米子支店物流センター           | 米子市、境港市、大山町、南部町、伯耆町、日南町、日野町、江府町、日吉津村 | 米子市     | 日通トランスポート （米子営業所）                           |
| 島根県   | 松江アローセンター             | 松江市、東出雲町、海士町、西ノ島町、知夫村、隠岐の島町 | 松江市     | 日通トランスポート （松江支店）                             |
| 島根県   | 木次営業所                     | 雲南市、松江市、奥出雲町、飯南町 | 雲南市     |                                                             |
| 島根県   | 浜田支店                       | 浜田市、津和野町、吉賀町 | 浜田市     | 日通トランスポート （益田支店）                             |
| 島根県   | 出雲支店                       | 出雲市 | 出雲市     | 日通トランスポート （出雲支店）                             |
| 島根県   | 大田営業所                     | 大田市 | 大田市     | 日通トランスポート （出雲支店）                             |
| 島根県   | 安来支店                       | 安来市 | 安来市     | 日通トランスポート （松江支店）                             |
| 島根県   | 江津支店                       | 江津市 | 江津市     | 日通トランスポート （出雲支店）、 三江線運輸                |
| 島根県   | 三江線運輸                     | 川本町、美郷町、邑南町 | 川本町     | 日通トランスポート （出雲支店）                             |
| 山口県   | 山口アローセンター             | 山口市、下関市、宇部市、萩市、下松市、光市、長門市、柳井市、美祢市、周南市、山陽小野田市、周防大島町、上関町、田布施町、平生町、阿武町 | 山口市     | 日通トランスポート （山口支店、下関営業所、周南デポ）       |
| 香川県   | 高松アローセンター             | 高松市、さぬき市、東かがわ市、三木町、直島町、綾川町 | 高松市     |                                                             |
| 香川県   | 丸亀アローセンター             | 丸亀市、坂出市、善通寺市、宇多津町、琴平町、多度津町、まんのう町 | 丸亀市     |                                                             |
| 香川県   | 観音寺アローセンター           | 観音寺市、三豊市 | 観音寺市   |                                                             |
| 香川県   | 内海営業所                     | 小豆島町、土庄町 | 小豆島町   | 秋村回漕店                                                  |
| 徳島県   | 徳島支店                       | 徳島県全域 | 徳島市     | 徳島通運                                                    |
| 愛媛県   | 松山支店アロー課               | 松山市、伊予市、東温市、久万高原町、松前町、磯部町、内子町 | 伊予市     |                                                             |
| 愛媛県   | 新居浜支店                     | 新居浜市、今治市、西条市、四国中央市、上島町 | 新居浜市   |                                                             |
| 愛媛県   | 西予営業所                     | 大洲市、宇和島市、八幡浜市、内子町、伊方町、松野町、鬼北町、愛南町 | 大洲市     |                                                             |
| 高知県   | 高知アローセンター             | 高知県全域 | 南国市     |                                                             |
| 福岡県   | 北九州アロー課                 | 北九州市、行橋市、中間市、芦屋町、水巻町、岡垣町、遠賀町、苅田町、みやこ町 | 小倉北区   | 日通トランスポート （北九州支店）                           |
| 福岡県   | 福岡アローセンター             | 福岡市、直方市、飯塚市、田川市、筑紫野市、春日市、大野城市、宗像市、太宰府市、古賀市、福津市、宮若市、嘉麻市、糸島市、那珂川町、宇美町、篠栗町、志免町、須恵町、新宮町、久山町、粕屋町、小竹町、鞍手町、桂川町、香春町、添田町、糸田町、川崎町、大任町、福智町、赤村、長崎県対馬市、長崎県壱岐市                                                                                                 | 東区       | 日通トランスポート （福岡支店）                             |
| 福岡県   | 大牟田運送                     | 大牟田市 | 大牟田市   |                                                             |
| 福岡県   | 久留米物流センター             | 久留米市、柳川市、八女市、筑後市、小郡市、うきは市、朝倉市、みやま市、筑前町、大刀洗町、大木町、黒木町、立花町、広川町、矢部村、星野村、東峰村、佐賀県鳥栖市、佐賀県基山町 | 久留米市   | 日通トランスポート （久留米支店）                           |
| 佐賀県   | 佐賀支店                       | 佐賀市、多久市、伊万里市、武雄市、鹿島市、小城市、嬉野市、神埼市、吉野ヶ里町、上峰町、みやき町、有田町、大町町、江北町、白石町、太良町、福岡県大川市 | 佐賀市     |                                                             |
| 佐賀県   | 松浦通運                       | 唐津市、玄海町、長崎県松浦市 | 唐津市     |                                                             |
| 大分県   | 中津支店                       | 中津市、豊後高田市、杵築市、宇佐市、姫島村、国東市、福岡県豊前市、福岡県吉富町、福岡県上毛町、福岡県築上町 | 中津市     |                                                             |
| 大分県   | 大分ターミナル                 | 大分市、別府市、佐伯市、臼杵市、津久見市、竹田市、杵築市、豊後大野市、由布市、国東市、日出町、九重町、玖珠町 | 大分市     |                                                             |
| 大分県   | 日通大分トラック               | 日田市 | 日田市     |                                                             |
| 長崎県   | 長崎路線事業所                 | 長崎市、諫早市、大村市、雲仙市、長与町、時津町、新上五島町 | 長崎市     | 九州名鉄運輸                                                |
| 長崎県   | 佐世保支店                     | 佐世保市、西海市、東彼杵町、川棚町、波佐見町、小値賀町、新上五島町 | 佐世保市   | 北松通運 九州名鉄運輸                                       |
| 長崎県   | 島原営業所                     | 南島原市 | 南島原市   |                                                             |
| 長崎県   | 北松通運                       | 平戸市、松浦市 | 平戸市     | 九州名鉄運輸                                                |
| 長崎県   | 福江営業所                     | 五島市 | 五島市     |                                                             |
| 長崎県   | 北松通運 松浦営業所            | 江迎町、鹿町町、佐々町 | 江迎町     | 九州名鉄運輸                                                |
| 熊本県   | 熊本ターミナル                 | 熊本市、荒尾市、玉名市、山鹿市、菊池市、宇土市、宇城市、阿蘇市、合志市、城南町、美里町、玉東町、南関町、長洲町、和水町、植木町、大津町、菊陽町、南小国町、小国町、高森町、御船町、嘉島町、益城町、甲佐町、山都町、産山村、西原村、南阿蘇村 | 熊本市     |                                                             |
| 熊本県   | 八代支店                       | 八代市、人吉市、水俣市、宇城市、氷川町、芦北町、津奈木町、錦町、多良木町、湯前町、あさぎり町、水上村、相良村、五木村、球磨村 | 八代市     |                                                             |
| 熊本県   | 天草営業所                     | 上天草市、天草市、苓北町 | 天草市     |                                                             |
| 宮崎県   | 宮崎ターミナル                 | 宮崎市、日南市、串間市、西都市、清武町、国富町、綾町、高鍋町、新富町、西米良村、木城町、川南町、都農町 | 宮崎市     |                                                             |
| 宮崎県   | 都城ターミナル                 | 都城市、小林市、えびの市、三股町、高原町、野尻町 | 都城市     |                                                             |
| 宮崎県   | 延岡支店                       | 延岡市、日向市、門川町、美郷町、高千穂町、日之影町、五ヶ瀬町、諸塚村、椎葉村 | 日向市     |                                                             |
| 鹿児島県 | 新港事業所                     | 鹿児島市、枕崎市、指宿市、西之表市、日置市、南さつま市、南九州市、奄美市、中種子町、南種子町、屋久島町、瀬戸内町、龍郷町、喜界町、徳之島町、天城町、伊仙町、和泊町、知名町、与論町、大和村、宇検村、三島村、十島村 | 鹿児島市   |                                                             |
| 鹿児島県 | 鹿屋営業所                     | 鹿屋市、垂水市、曽於市、志布志市、大崎町、東串良町、錦江町、南大隅町、肝付町 | 鹿屋市     |                                                             |
| 鹿児島県 | 川内支店                       | 薩摩川内市、阿久根市、出水市、いちき串木野市、さつま町、長島町 | 薩摩川内市 |                                                             |
| 鹿児島県 | 国分営業所                     | 霧島市、伊佐市、姶良市、湧水町 | 霧島市     |                                                             |
| 沖縄県   | 琉球物流                       | 沖縄県全域 | 那覇市     |                                                             |